# المرض الخامس
الداء الخامس أو الحمامى العدوائية أو المرض الخامس (بالإنجليزية: Fifth disease)‏ (ويعرف أيضا بمتلازمة الخد المصفوع، أو الخد الملطوم، أو الوجه المصفوع أو الوجه الملطوم) هو عدوى فيروسية سببها الفيروس بشري يعرف باسم فيروس صغير ب19. ويعتبر هذا المرض معديا بشكل معتدل في الطفولة حيث يميل إلى التَأثير على الأطفالِ من عمر 3 إلى 12. وتمتد فترة الحضانة من 6 إلى 14 يوم.

## التاريخ
اسم «المرض الخامس» مستمد من التصنيف التاريخي لها كخامس طفح جلدي تقليدي شائع في مرحلة الطفولة. وغيرها من الطفح الجلدية الشائعة في التصنيف هي:
1. الحصبة
2. الحمى القرمزية
3. الحميراء
4. دوق داء
5. حمامى عدوائية  (المرض الخامس)
6. الوردية(عد وردي)

وقد وصفت لأول مرة من قبل روبرت ويلان في 1799 بأنها "الحصبة الألمانية" "Rubeola, sine catarrho"". وقد عرفت ووصفت بشكل أفضل من قبل Anton Tschamer في عام 1889 كصنف من اصناف مرض الحميراء ("Ortliche Rotheln").وفي عام 1896 تم تصنيفها كمرض مستقل من قبل T. Escherich واعطيت اسم"erythema infectiosum" "الحمامي العدوائية" في 1899.

## الأعراض
- يمتاز المرض الخامس بوجود ثلاثة مراحل:
  -     1. أولاً إصابة الطفل باحمرار شديد يشبه حرقة الشمس التي تظهر على شكل طفح على الخدود.
    2. اليوم التالي، تَظهر بقَع مستديرةَ حمراء على الأذرع والأرجلِ.
    3. بعد حوالي أسبوع واحد يبهت لون الطفح مما يسبب ظهور لون يشبه لون الرخام.
- ويعتبر الطفح المخرّمِ أحد الأعراض المميزة لهذا المرضِ.
- قد يدوم الطفح لمدة شهر وقَد يختفي وبعد ذلك يظهر مرة ثانية.
- عموماً يشعر الطفل بصحة جيدة بدون حمى.
- عادة ما يكون التشخيص سريرياً؛ على أية حال، يمكن إجراء فحص دم لاكتشاف فيروس ب19.
- لا يعتبر الطفح معديا، ويستطيع الأطفال الذهاب إلى المدرسة.

ملاحظة: هذا الفيروسِ يمكن أن يكون خطيرا خصوصاً على الأجنة. إذا كنت حبلى وتعرضت لهذا الفيروسِ، فيجب أن يعرف الطبيب النسائي بذلك حتى يراقب نمو الحمل.

## الانتقال
- ينتقل المرض الخامس في المقام الأول عن طريق افرازات الجهاز التنفسي (اللعاب والمخاط وما إلى ذلك), ولكن يمكن أيضا أن ينتقل أيضا عن طريق الاتصال مع دم المصاب.
- فترة حضانة المرض (الفترة الزمنية بين الإصابة الأولية، وظهور الأعراض) عادة تكون ما بين 4 و21 يوما.
- يكون الأفراد المصابون بالمرض الخامس ناقلين للمرض بشكل أكبر (معدين) قبل ظهور الأعراض.
- أطفال المدارس والعاملين في الرعاية النهارية، والمدرسين والأمهات هم الأكثر احتمإلا أن يتعرضوا للفيروس.
- عندما تكون الاعراض واضحة، هناك احتمال قليل لانتقال العدوى، وبالتالي لايلزم عزل الأفراد الذين تظهر عليهم اعراض المرض ولا يعتبر الطفح معديا، ويستطيع الأطفال الذهاب إلى المدرسة.[4][5]

## علم الأوبئة
قد تتأثر أي سنّ بهذه الإصابات ولكنها شائعة عند الأطفال الذين تتراوح أعمارهم بين الخامسة والخامسة عشر. عندما يتمّ الوصول إلى سنّ البلوغ حوالي نصف السكان يكونوا قد اكتسبوا المناعة بسبب تعرّضهم للعدوى في وقت ما في ماضيهم.
يمكن أن يتفشّى المرض بين الأطفال في الحضانة والصفوف الابتدائية.